# Anaerocolumna jejuensis
Anaerocoluma jejuensis es una especie de bacteria grampositiva del género Anaerocolumna. Fue descrita en el año 2016. Anteriormente conocida como Clostridium jejuense. Su etimología hace referencia la Isla Jeju, Corea del Sur. Es anaerobia estricta, móvil por flagelación perítrica y formadora de esporas terminales. Tiene un tamaño de 0,5 μm de ancho por 1,8-4,5 μm de largo. Forma colonias circulares, grisáceas y translúcidas. Temperatura de crecimiento entre 10-40 °C, óptima de 30 °C. Catalasa negativa. Se ha aislado del suelo en la Isla Jeju, Corea del Sur. 